# Johann Christian Rosenmüller
Johann Christian Rosenmüller (Hildburghausen, 25 maggio 1771 – 28 febbraio 1820) è stato un anatomista tedesco.
Nel 1794 diede il nome binomiale all'Ursus spelaeus.

## Eponimi
Da lui prendono il nome tre strutture anatomiche:
- La fossa di Rosenmüller o recesso naso-faringeo laterale
- La ghiandola di Rosenmüller, la porzione palpebrale della ghiandola lacrimale
- L'organo di Rosenmüller o epooforon